# Bossestraat
De Bossestraat is een straatnaam en een helling gelegen op de steilrand van de Brabantse Wal in Woensdrecht in het zuidwesten van de Nederlandse provincie Noord-Brabant. De Bossestraat loopt eerst parallel aan de A58 alvorens te stijgen. De helling is uitgevoerd in kasseien.

## Wielrennen
De helling is als kasseistrook opgenomen in de Delta Tour Zeeland in 2011. Tevens wordt ze opgenomen in de ZLM Tour. In 2018 was de klim kasseistrook en werd ze in Nederlands kampioenschap wielrennen op de weg. Ook wordt ze opgenomen in de Slag om woensdrecht.
In de recreatieve wiellerroute Jo de Rooroute wordt de helling afgedaald.